# Hermann von Roques
Hermann von Roques (* um 1831; † 29. Juni 1906) war ein deutscher Historiker und Major.
Seine Werke (insbesondere) zu den Urkunden des Klosters Kaufungen wurden in der Literatur zahlreich referenziert.

## Werke
- Hermann von Roques: Urkundenbuch des Klosters Kaufungen, I. Band, Drews & Schönhoven, Kassel, 1900. (Digitalisat online)
- Hermann von Roques: Urkundenbuch des Klosters Kaufungen, II. Band
- Hermann von Roques: Die Bekehrung Hessens zum Christenthume, Verlag: Braun, 1893